# Belinț
Belinț (Hongaars: Belence, Duits: Belintz) is een gemeente in het Roemeense district Timiș en ligt in de regio Banaat in het westen van Roemenië. De gemeente telt 2822 inwoners (2005).

## Geschiedenis
Tussen de 9e eeuw en 13e eeuw werd de plaats gesticht. In 1369 werd Belinț voor het eerst vermeld in een document, onder de naam 'Belenche'. Tussen 1797-1798 werd er een Roemeens-orthodoxe kerk gebouwd. Door de overstromingen in 2005 werden er ongeveer 15 gebouwen aangetast binnen de gemeente.

## Geografie
De oppervlakte van Belinț bedraagt 63,2 km², de bevolkingsdichtheid is 45 inwoners per km².

De gemeente bestaat uit de volgende dorpen: Babșa, Belinț, Chizătău, Gruni.

## Demografie
Van de 3055 inwoners in 2002 zijn 2996 Roemenen, 34 Hongaren, 18 Duitsers, 1 Roma en 6 van andere etnische groepen. Op 1 januari 2005 telde Belinț 2822 inwoners waarvan 1321 mannen en 1501 vrouwen waren. Op 31 december 2004 telde de gemeente 1378 huishoudens.
Onderstaande figuur toont het verloop van het inwoneraantal vanaf 1880.

## Politiek
De burgemeester van Belinț is Romulus Vlaiconi (PSD). Belinț heeft een samenwerkingsband met Schrobenhausen en Neuburg-Landul Bavaria uit Duitsland.

Onderstaande staafgrafiek toont de uitslagen van de gemeenteraadsverkiezingen van 6 juni 2004, naar stemmen per partij. 

## Cultuur
Belinț heeft één museum en één bibliotheek.

## Onderwijs
De gemeente Belinț telt 4 basisscholen in Belinț, Chizătău, Babșa en Gruni en 4 kinderdagverblijven in Belinț, Chizătău, Babșa en Gruni.
Balinț · Banloc · Bara · Bârna · Beba Veche · Becicherecu Mic · Belinț · Bethausen · Biled · Birda · Bogda · Boldur · Brestovăț · Cărpiniș · Cenad · Cenei · Checea · Chevereșu Mare · Comloșu Mare · Coșteiu · Criciova · Curtea · Darova · Denta · Dudeștii Noi · Dudeștii Vechi · Dumbrava · Dumbrăvița · Fibiș · Fârdea · Foeni · Gavojdia · Ghilad · Ghiroda · Ghizela · Giarmata · Giera · Giroc · Giulvăz · Gottlob · Iecea Mare · Jamu Mare · Jebel · Lenauheim · Liebling · Lovrin · Margina · Mașloc · Mănăștiur · Moravița · Moșnița Nouă · Nădrag · Nițchidorf · Ohaba Lungă · Orțișoara · Parța · Pădureni · Peciu Nou · Periam · Pietroasa · Pișchia · Racovița · Remetea Mare · Sacoșu Turcesc · Saravale · Satchinez · Săcălaz · Secaș · Sânandrei · Sânmihaiu Român · Sânpetru Mare · Șag · Şandra · Știuca · Teremia Mare · Tomești · Tomnatic · Topolovățu Mare · Tormac · Traian Vuia · Uivar · Valcani · Variaș · Victor Vlad Delamarina · Voiteg